# Paracephaelis tiliacea
Paracephaelis tiliacea är en måreväxtart som beskrevs av Henri Ernest Baillon. Paracephaelis tiliacea ingår i släktet Paracephaelis och familjen måreväxter.
Artens utbredningsområde är Madagaskar. Inga underarter finns listade i Catalogue of Life.